# Kerem Demirbay
Kerem Demirbay (Herten, 3 de julio de 1993) es un futbolista alemán que juega de centrocampista en el Eyüpspor de la Superliga de Turquía.

## Trayectoria

### Clubes
Jugó en el SG Wattenscheid 09 hasta que se unió al Borussia Dortmund en 2011. En 2014 su club, el Hamburgo S. V., lo transfirió a préstamo al F. C. Kaiserslautern. Tras también ser cedido al Fortuna Düsseldorf, en el que marcó diez goles, en 2016 el T. S. G. 1899 Hoffenheim pagó una cifra menor a dos millones de euros para comprarlo. En mayo de 2018 extendió su contrato con un año adicional, por lo que su acuerdo con la institución se alargó hasta el 30 de junio de 2022. En mayo de 2019 firmó por cinco temporadas con el Bayer Leverkusen. Finalmente estuvo cuatro y en agosto de 2023 fue traspasado al Galatasaray S. K. En este permaneció un par de campañas y en julio de 2025 se unió al Eyüpspor.

## Selección nacional
Hijo de padres turcos, representó a la selección turca en las divisiones inferiores de la misma, aunque nunca llegó a ser convocado para la absoluta. En la selección alemana sub-21 formó parte del equipo que disputó la Eurocopa de 2015. En mayo de 2017, decidió jugar para la selección alemana y Joachim Löw lo seleccionó entre los futbolistas que jugarían la Copa Confederaciones. Realizó su debut con Alemania el 6 de junio, en un partido amistoso ante Dinamarca que finalizó empatado a un gol. En el tercer partido de la primera ronda de la Copa Confederaciones, le anotó un gol a Camerún en una victoria por 3:1, por lo que terminaron primeros en su grupo y accedieron a la semifinal. En la final, derrotaron a Chile por 1:0.

#### Participaciones en Eurocopas
| Torneo                  | Sede            | Resultado   |
| ----------------------- | --------------- | ----------- |
| Eurocopa Sub-21 de 2015 | República Checa | Semifinales |

#### Participaciones en Copa Confederaciones
| Torneo                    | Sede  | Resultado |
| ------------------------- | ----- | --------- |
| Copa Confederaciones 2017 | Rusia | Campeón   |

## Estadísticas

### Clubes
Actualizado al último partido disputado el 7 de noviembre de 2024.
| Club                                | Div.          | Temporada     | Liga  | Liga  | Liga   | Copas nacionales | Copas nacionales | Copas nacionales | Copas internacionales | Copas internacionales | Copas internacionales | Total | Total | Total  |
| Club                                | Div.          | Temporada     | Part. | Goles | Asist. | Part.            | Goles            | Asist.           | Part.                 | Goles                 | Asist.                | Part. | Goles | Asist. |
| ----------------------------------- | ------------- | ------------- | ----- | ----- | ------ | ---------------- | ---------------- | ---------------- | --------------------- | --------------------- | --------------------- | ----- | ----- | ------ |
| Borussia Dortmund II · Alemania     | 3.ª           | 2012-13       | 28    | 2     | 1      | —                | —                | —                | —                     | —                     | —                     | 28    | 2     | 1      |
| Borussia Dortmund II · Alemania     | Total club    | Total club    | 28    | 2     | 1      | 0                | 0                | 0                | 0                     | 0                     | 0                     | 28    | 2     | 1      |
| Hamburgo S. V. · Alemania           | 1.ª           | 2013-14       | 3     | 0     | 1      | —                | —                | —                | —                     | —                     | —                     | 3     | 0     | 1      |
| Hamburgo S. V. · Alemania           | Total club    | Total club    | 3     | 0     | 1      | 0                | 0                | 0                | 0                     | 0                     | 0                     | 3     | 0     | 1      |
| Hamburgo S. V. II · Alemania        | 4.ª           | 2013-14       | 5     | 3     | 3      | —                | —                | —                | —                     | —                     | —                     | 5     | 3     | 3      |
| Hamburgo S. V. II · Alemania        | 4.ª           | 2014-15       | 1     | 1     | 0      | —                | —                | —                | —                     | —                     | —                     | 1     | 1     | 0      |
| Hamburgo S. V. II · Alemania        | Total club    | Total club    | 6     | 4     | 3      | 0                | 0                | 0                | 0                     | 0                     | 0                     | 6     | 4     | 3      |
| 1. F. C. Kaiserslautern · Alemania  | 2.ª           | 2014-15       | 22    | 1     | 3      | 1                | 0                | 0                | —                     | —                     | —                     | 23    | 1     | 3      |
| 1. F. C. Kaiserslautern · Alemania  | Total club    | Total club    | 22    | 1     | 3      | 1                | 0                | 0                | 0                     | 0                     | 0                     | 23    | 1     | 3      |
| Fortuna Düsseldorf · Alemania       | 2.ª           | 2015-16       | 25    | 10    | 3      | 1                | 1                | 0                | —                     | —                     | —                     | 26    | 11    | 3      |
| Fortuna Düsseldorf · Alemania       | Total club    | Total club    | 25    | 10    | 3      | 1                | 1                | 0                | 0                     | 0                     | 0                     | 26    | 11    | 3      |
| T. S. G. 1899 Hoffenheim · Alemania | 1.ª           | 2016-17       | 28    | 6     | 8      | 1                | 0                | 0                | —                     | —                     | —                     | 29    | 6     | 8      |
| T. S. G. 1899 Hoffenheim · Alemania | 1.ª           | 2017-18       | 19    | 2     | 2      | 2                | 0                | 1                | 6                     | 0                     | 3                     | 27    | 2     | 6      |
| T. S. G. 1899 Hoffenheim · Alemania | 1.ª           | 2018-19       | 26    | 4     | 9      | 1                | 0                | 0                | 5                     | 0                     | 2                     | 32    | 4     | 11     |
| T. S. G. 1899 Hoffenheim · Alemania | Total club    | Total club    | 73    | 12    | 19     | 4                | 0                | 1                | 11                    | 0                     | 5                     | 88    | 12    | 25     |
| Bayer Leverkusen · Alemania         | 1.ª           | 2019-20       | 25    | 1     | 5      | 6                | 0                | 4                | 9                     | 1                     | 1                     | 40    | 2     | 10     |
| Bayer Leverkusen · Alemania         | 1.ª           | 2020-21       | 29    | 4     | 4      | 3                | 0                | 4                | 5                     | 1                     | 2                     | 37    | 5     | 11     |
| Bayer Leverkusen · Alemania         | 1.ª           | 2021-22       | 29    | 1     | 4      | 2                | 2                | 0                | 5                     | 0                     | 0                     | 36    | 3     | 4      |
| Bayer Leverkusen · Alemania         | 1.ª           | 2022-23       | 25    | 4     | 3      | 1                | 0                | 0                | 10                    | 1                     | 0                     | 36    | 5     | 3      |
| Bayer Leverkusen · Alemania         | Total club    | Total club    | 108   | 10    | 16     | 13               | 2                | 8                | 29                    | 4                     | 3                     | 150   | 15    | 27     |
| Galatasaray S. K. Turquía           | 1.ª           | 2023-24       | 34    | 6     | 3      | 2                | 0                | 3                | 6                     | 1                     | 0                     | 42    | 7     | 6      |
| Galatasaray S. K. Turquía           | 1.ª           | 2024-25       | 9     | 0     | 1      | 1                | 0                | 0                | 5                     | 0                     | 1                     | 15    | 0     | 2      |
| Galatasaray S. K. Turquía           | Total club    | Total club    | 43    | 6     | 4      | 3                | 0                | 3                | 11                    | 1                     | 1                     | 57    | 7     | 8      |
| Total carrera                       | Total carrera | Total carrera | 308   | 45    | 50     | 22               | 3                | 12               | 51                    | 4                     | 9                     | 381   | 52    | 71     |

## Palmarés

### Campeonatos nacionales
| Título               | Equipo            | País    | Año  |
| -------------------- | ----------------- | ------- | ---- |
| Supercopa de Turquía | Galatasaray S. K. | Turquía | 2023 |
| Superliga de Turquía | Galatasaray S. K. | Turquía | 2024 |
| Copa de Turquía      | Galatasaray S. K. | Turquía | 2025 |
| Superliga de Turquía | Galatasaray S. K. | Turquía | 2025 |

### Campeonatos internacionales
| Título               | Equipo (*)            | País  | Año  |
| -------------------- | --------------------- | ----- | ---- |
| Copa Confederaciones | Selección de Alemania | Rusia | 2017 |

(*) Incluyendo la selección.

### Distinciones individuales
| Distinción                                        | Año  |
| ------------------------------------------------- | ---- |
| Nominado al mejor gol de la Copa Confederaciones. | 2017 |